# A History of Bad Decisions
A History of Bad Decisions —en español: Una historia de malas decisiones— es el segundo EP de la banda galesa de pop punk Neck Deep, autoproducido por ellos mismos. Esta es la primera grabación autolanzada .

## Antecedentes y lanzamiento
Tras el lanzamiento de Rain in July la banda decide grabar su segundo EP, de forma independiente. Al igual que su primer EP este fue grabado en el ático de la casa de Ben Barlow al cual lo llamaron "Celestial Recordings". La grabación consistió en 3 canciones que formaron parte del EP.
El 21 de febrero de 2013, la banda lanzó el EP como una descarga "paga lo que quiere". La banda recorrió el Reino Unido teloniando a Hacktivist en febrero de 2013.
el EP formó parte de la resmaterizacion en la compilación Rain in July / A History of Bad Decisions hecha por Hopeless Records.
Andy Ritchie de Rock Sound escribió que la longitud del EP no proporciona "tanto en términos de capacidad de escuchar", pero muestra la progresión de la banda desde Rain in July. También muestra que "las cosas cambiaron" y "Head to the Ground" es prueba sonora de la capacidad de la banda para componer" canciones pegajosas con el corazón y el alma.

## Lista de canciones
| A History of Bad Decisions |                      |          |  |
| N.º                        | Título               | Duración |  |
| 1.                         | «Up in Smoke»        | 3:11     |  |
| 2.                         | «Tables Turned»      | 3:28     |  |
| 3.                         | «Head to the Ground» | 2:40     |  |
| 9:17                       |                      |          |  |

## Personal

### Neck Deep
- Ben Barlow – vocalista
- Lloyd Roberts – guitarra
- Fil Thorpe-Evans – bajp
- Matt West – guitarra
- Dani Washington – batería

### Producción
- Sebastian Barlow – productor, ingeniero
- Michael Fossenkemper – masterización
- Peter O'Toole – 'Tigre' illustracion

- Datos: Q16245427